# 암부카나니아과
암부카나니아과(Ambuchananiaceae)는 물이끼강에 속하는 이끼과의 하나이다. 2속 2종으로 이루어져 있다.

## 하위 분류
- 암부카나니아속 (Ambuchanania)
  - A. leucobryoides
- Eosphagnum
  - E. inretortum - 원래는 암부카나니아속으로 분류했지만 현재는 분자생물학 분석을 통해 별도의 속으로 분류함.